# Ливенская епархия
Ли́венская епархия — епархия Русской православной церкви, объединяющая приходы и монастыри в восточной части Орловской области (в пределах Верховского, Глазуновского, Должанского, Залегощенского, Колпнянского, Корсаковского, Краснозоренского, Ливенского, Малоархангельского, Новодеревеньковского, Новосильского, Покровского и Свердловского районов). Включена в состав Орловской митрополии.

## История
В 1765 году Ливны из Крутицкой епархии переданы в Воронежскую. 17 мая 1788 года была учреждена Орловская епархия, куда в соответствии с тогдашним административно-территориальным делением вошёл и город Ливны.
25 августа 1906 года в Орловской епархии было создано Елецкое викариатство, а 27 марта 1918 года Священный Синод издал постановление о том, что викарный епископ Орловской епархии должен иметь постоянное пребывание в Елецком Троицком монастыре с правом управления Елецким и Ливенским уездами.
Известно, что 22 ноября 1934 года по 9 февраля 1935 титул епископа Ливенского носил Сергий (Куминский), но в управление он так и не вступил. Других епископов с таким титулом, по-видимому, не было.
25 июля 2014 года решением Священного Синода Русской православной церкви из состава Орловской епархии была выделена самостоятельная Ливенская епархия со включением её в состав Орловской митрополии.

## Епископы
Ливенское викариатство Орловской епархии
- 22 ноября 1934 — 9 февраля 1935 — Сергий (Куминский)

Ливенская епархия
- с 9 сентября 2014 — Нектарий (Селезнёв)

## Благочиния и благочинные
По состоянию на октябрь 2022 года:
- Верховское благочиние — протоиерей Сергий Сапач
- Глазуновское благочиние — протоиерей Леонид Мельник
- Должанское благочиние — иерей Димитрий Глазков
- Колпнянское благочиние — протоиерей Симеон Карнаухов
- Ливенское благочиние — протоиерей Виктор Яковец
- Новодеревеньковское благочиние — протоиерей Сергий Сапач
- Новосильское благочиние — протоиерей Василий Сорока
- Покровское благочиние — протоиерей Иоанн Балаж
- Свердловское благочиние — протоиерей Сергий Якимчук

## Монастыри
- Новосильский Свято-Духов монастырь (мужской; село Задушное, Новосильский район)
- Монастырь Святой Равноапостольной Марии Магдалины (женский; село Никольское, Должанский район)